# 240871 MOSS
240871 MOSS è un asteroide areosecante. Scoperto nel 2006, presenta un'orbita caratterizzata da un semiasse maggiore pari a 2,4167444 UA e da un'eccentricità di 0,3297667, inclinata di 21,65446° rispetto all'eclittica.